# Hoyershausen
Hoyershausen – dzielnica miasteczka Duingen w Niemczech, w kraju związkowym Dolna Saksonia, w powiecie Hildesheim, w gminie zbiorowej Leinebergland. Do 31 października 2016 jako samodzielna gmina wchodziła w skład gminy zbiorowej Duingen.